# The Invisible Man
The Invisible Man – piosenka brytyjskiego zespołu Queen wydana na singlu w 1989 roku, który promował album The Miracle (1989). Autorstwo utworu przypisano wszystkim członkom grupy, ale głównym jego twórcą był perkusista Roger Taylor. Rytm kompozycji jest szybki i przypomina styl funk.
Taylor stwierdził, że inspiracją do napisania piosenki była linia basu, która przyszła mu do głowy w czasie czytania książki podczas kąpieli.

## Teledysk
W teledysku chłopiec gra w grę wideo, a muzycy wchodzą do jej świata. Członkowie grupy ubrani są na czarno i pojawiają się zarówno na ekranie komputera, jak i w pokoju chłopca.

## Personel
- Freddie Mercury – główny wokal
- Brian May – gitara prowadząca
- Roger Taylor – perkusja, sampler, wokal drugoplanowy i wspierający, gitara elektryczna
- John Deacon – gitara basowa, gitara rytmiczna
- David Richards – syntezatory, sekwencer, programowanie

## Listy przebojów
| Kraj   | Lista                          | Pozycja | Źr.   |
| ------ | ------------------------------ | ------- | ----- |
| BE-VLG | Ultratop 50 Singles (Flandria) | 13      | [ 2 ] |
| NL     | Single Top 100                 | 6       | [ 3 ] |
| IE     | Top 100 Singles                | 10      | [ 4 ] |
| DE     | Single Top 100                 | 31      | [ 5 ] |
| NZ     | Top 40 Singles                 | 15      | [ 6 ] |
| CH     | Singles Top 100                | 30      | [ 7 ] |
| IT     | Top Single                     | 21      | [ 8 ] |
| GB     | UK Singles Chart               | 12      | [ 9 ] |

## Inne wersje
W 1996 roku wydany został cover piosenki, utrzymany w charakterystycznym dla siebie stylu scat nagrał Scatman John.
Butch Hartman, twórca serialu animowanego stacji Nickelodeon, Danny Phantom, powiedział, że warstwa muzyczna przewodniego tematu produkcji została zainspirowana linią basową „The Invisible Man”.